# Русець (Мазовецьке воєводство)
Русець (пол. Rusiec) — село в Польщі, у гміні Надажин Прушковського повіту Мазовецького воєводства.
Населення — 1018 осіб (2011).
У 1975-1998 роках село належало до Варшавського воєводства.

## Демографія
Демографічна структура станом на 31 березня 2011 року:
|          | Загалом | Допрацездатний вік | Працездатний вік | Постпрацездатний вік |
| -------- | ------- | ------------------ | ---------------- | -------------------- |
| Чоловіки | 498     | 132                | 333              | 33                   |
| Жінки    | 520     | 132                | 312              | 76                   |
| Разом    | 1018    | 264                | 645              | 109                  |